# Trachylepis buettneri
Trachylepis buettneri este o specie de șopârle din genul Trachylepis, familia Scincidae, descrisă de Matschie 1893. Conform Catalogue of Life specia Trachylepis buettneri nu are subspecii cunoscute.